# Viettesia hampsoni
Viettesia hampsoni là một loài bướm đêm thuộc phân họ Arctiinae, họ Erebidae.